# José Velásquez Bórquez
José Velásquez Bórquez (Puchuncaví 27 december 1833 - San Vicente de Tagua Tagua 17 juli 1897) was een Chileens militair en politicus.

## Biografie

### Achtergrond, opleiding en vroege carrière
Op 14 januari 1854 studeerde hij als tweede luitenant af aan de militaire academie. In februari 1859 werd hij bevorderd tot eerste luitenant. In datzelfde jaar na hij deel aan het neerslaan van een opstand die gericht was tegen het centralistische bewind van president Manuel Montt. Na het onderdrukken van de opstand werd hij bevorderd tot kapitein. Op 10 september 1863 volgde zijn bevordering tot majoor.
In de jaren zestig van de negentiende eeuw nam hij als bataljonscommandant deel aan de onderwerping van de inheemse bevolking in Araucanía aan het overheidsgezag. 
Vélasquez werd in 1872 bevorderd tot luitenant-kolonel.

### Salpeteroorlog
Bij het uitbreken van de Salpeteroorlog (1879) was Vélasquez commandant van de het tweede regiment artillerie en nam als zodanig deel aan het bombardement van Antofagasta. Hij vocht vervolgens bij de slag bij Dolores, Tacna en Arica. Op 31 december 1879 verwierf hij de rang van kolonel. In 1880 was hij commandant van de artillerie van het Chileense leger en vocht bij de veldslagen bij San Juan en Miraflores. 
Na de oorlog was hij inspecteur van de vestingwerken aan de Chileense kust en gouverneur van Coquimbo (1884-1886). Op 18 augustus 1887 volgde zijn bevordering tot brigadegeneraal. In 1888 werd hij in de Kamer van Afgevaardigden gekozen en van 21 januari tot 11 augustus 1891 was hij minister van Oorlog en Marine onder president José Manuel Balmaceda. In 1891 werd hij senator.

### Chileense Burgeroorlog
Toen in januari 1891 een burgeroorlog uitbrak tussen de voor- en tegenstanders van Balmaceda, koos Vélasquez ervoor om de president trouw te blijven. De president benoemde hem daarop tot chef van de generale staf van het leger. Op 20 mei 1891 benoemde Balmaceda hem tot minister van Oorlog en Marine. Als zodanig stond hij aan het hoofd van het kabinet. Op 11 augustus werd hij bevorderd tot generaal-majoor. Doordat het regeringsleger de burgeroorlog verloor werd Vélasquez gevangengenomen en opgesloten aan boord van het marineschip Huáscar (augustus 1891) dat in de haven van Valparaíso voor anker lag. Gedurende zijn gevangenschap, die acht maanden duurde, werd hij gemarteld.

### Laatste jaren
Na zijn vrijlating begaf hij zich opnieuw in de politiek. In 1894 was hij voorzitter van de Partido Liberal Democrático (Liberaal-Democratische Partij) en werd in de Kamer van Afgevaardigden gekozen. Hij bleef parlementariër tot aan zijn overlijden op 17 juli 1897 in San Vicente de Tagua Tagua.
José Vélasquez Bórquez was getrouwd met Isoria Rodríguez.